# Береговая жабовидная ящерица
Береговая жабовидная ящерица, рогатая фринозома (Phrynosoma coronatum) — вид ящериц из рода Phrynosoma.

## Описание

### Внешний вид
Длина тела до 18 см, из которых примерно 5 см составляет короткий, резко сужающийся хвост. По заднему краю головы симметрично располагаются 4 пары удлинённых шипов, из которых два, сидящие на затылке, самые большие. Окраска вариабельная. Верхняя часть тела красновато-серая, буровато-коричневая или желтовато-бурая. Вдоль позвоночника проходит узкая светлая полоса, по сторонам от которой обычно имеются 4 пары вытянутых поперёк неправильных тёмных пятен.

### Распространение и места обитания
Населяет южную Калифорнию и прилежащие районы одноимённого полуострова в пределах Мексики.
Встречается на сухих травянистых и кустарниковых равнинах, в разреженных дубовых и хвойных лесах и среди разреженной растительности на сухих каменистых склонах. В горах наблюдалась до высоты 2000 м над уровнем моря.

### Питание
Кормится в основном муравьями, но поедает и некоторых других насекомых.

### Размножение
С апреля по июнь самки откладывают (обычно дважды за сезон) по 6—21 яйцу. Продолжительность инкубационного периода — 5—9 недель.

## Береговая жабовидная ящерица и человек
По данным на 1988 год численность вида стабильна, но кое-где сокращается в связи с разрушением среды обитания. Особенно неблагополучен в этом смысле северный подвид Phrynosoma coronatum blainvillii (Gray, 1842), внесённый в Конвенцию о международной торговле. Он охраняется в заказниках Джошуа-Три и Пиннакис в штате Калифорния.